# Jan Laskowski (duchowny)
Jan Laskowski (ur. 22 czerwca 1872 w Psarskiem, zm. 17 października 1939 w Konarzewie) – polski ksiądz katolicki, duchowy przywódca strajku dzieci wrzesińskich.

## Życiorys

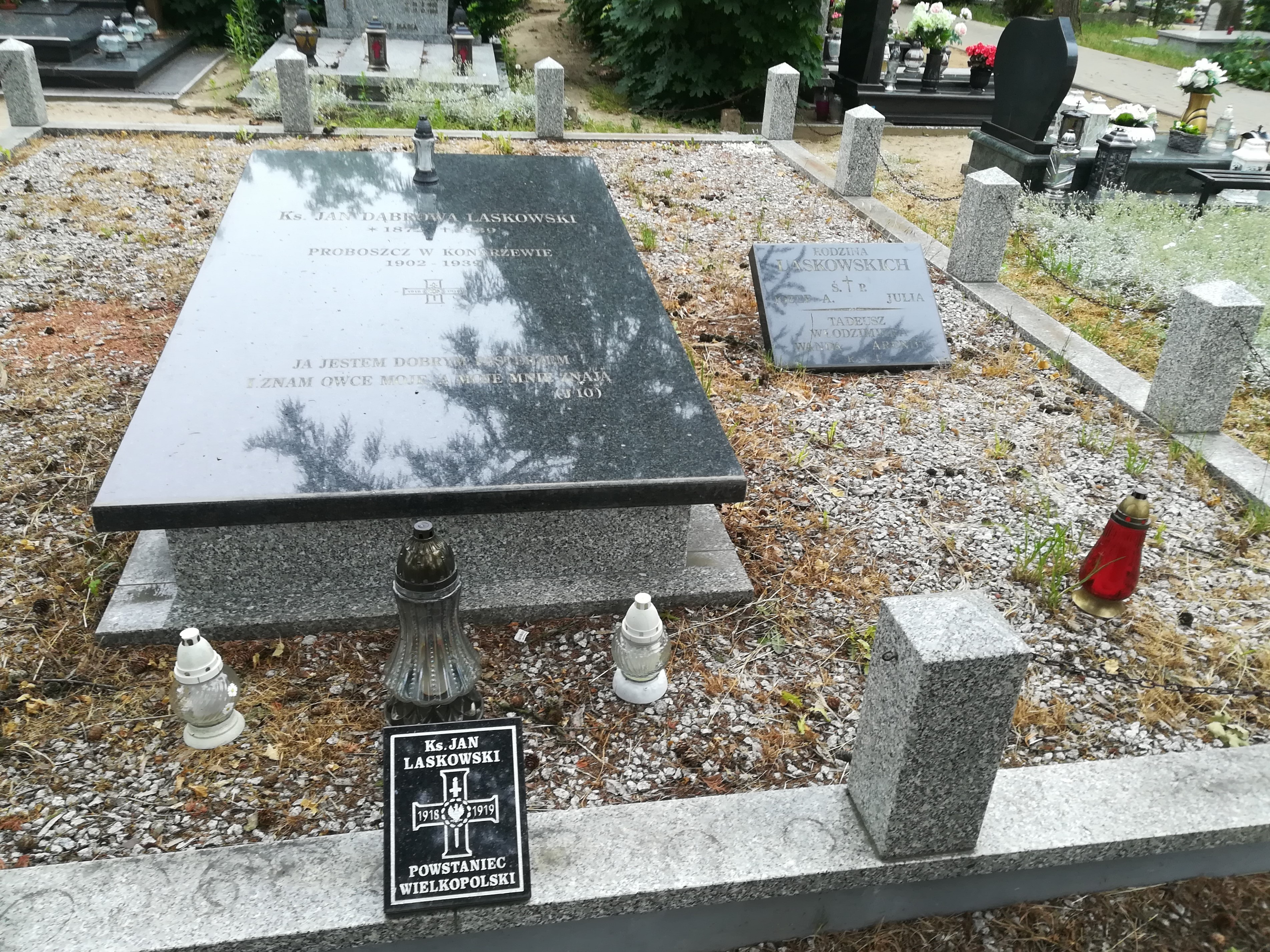
Grób w Konarzewie

Urodził się w Psarskiem, w wielodzietnej rodzinie Józefa Aleksandra (1842–1928), polskiego nauczyciela, i Julianny Klary z Wilhelmich (ur. 1843). Był bratem Józefa Kanuta (1864–1916), Hilarego Mieczysława (1866–1891), Krescentego (1867–1867), Hieronima Augustyna (1868–1940), Gabriela Leona (1870–1922), Emilii Pauliny (ok. 1875–1882), Stanisławy Heleny (1877–1939), Adama Nikodema (1879–1949), Stanisława Jana (1883–1908) i Juliana Wacława (1885–1956). Ukończył Collegium Marianum w Pelplinie i gimnazjum w Krotoszynie. Święcenia kapłańskie przyjął 25 lutego 1896 z rąk arcybiskupa Floriana  Stablewskiego. W 1901 będąc wikariuszem parafii (od 1898) był duchowym przywódcą strajku dzieci wrzesińskich. Po strajku został 15 stycznia 1902 proboszczem w Konarzewie.
W 1912 opracował Ustawy Katolickiego Stowarzyszenia Młodzieży, w pełni zaakceptowane przez władze kościelne. Powołał w Konarzewie własną strukturę terytorialną – Towarzystwo Przyjaciół Młodzieży, którego statut abp Edward Likowski uznał za wzorcowy i godny naśladowania. Ustawy wprowadzały zupełnie nową formę działalności, szczególnie przydatną dla celów patriotyczno-wychowawczych, a jednocześnie atrakcyjną dla młodzieży, czyli kulturę fizyczną i sport (z uwzględnieniem aspektów paramilitarnych). Sam Związek Towarzystw Młodzieży powstał w 1914. Po wybuchu powstania wielkopolskiego wszedł w skład miejscowego komitetu powstańczego w Konarzewie. 10 listopada 1928 został mu nadany Krzyż Oficerski Orderu Odrodzenia Polski.
Zmarł na początku II wojny światowej na atak serca, po przesłuchaniu i rewizji przeprowadzonej na probostwie, w trakcie próby aresztowania przez Niemców.

## Upamiętnienie
Jana Laskowskiego upamiętniają:
- ulica we Wrześni, zlokalizowana pomiędzy ulicą Jana Pawła II i ulicą Dzieci Wrzesińskich[5],
- ulice w Gołuskach i Konarzewie[1],
- tablica na budynku dawnej Katolickiej Szkoły Ludowej we Wrześni (obecnym budynku Muzeum Regionalnego im. Dzieci Wrzesińskich),
- pamiątkowy obelisk w formie głazu ufundowany przez parafian konarzewskich ku czci duszpasterza z okazji 100. rocznicy strajku wrzesińskiego[1].